# Fran Bow
Fran Bow é um jogo independente de terror psicológico e aventura desenvolvido e publicado pelo estúdio sueco Killmonday Games para o Microsoft Windows, OS X e Linux em agosto de 2015, para Android em fevereiro de 2016 e para o iOS em março de 2016. Foi desenvolvido usando o GameMaker: Studio como motor gráfico, sendo um jogo single player.

## Jogabilidade
Fran Bow é um jogo Point-and-click de aventura e sua jogabilidade envolve a procura de vários objetos no mundo do jogo para examiná-los e combiná-los para solucionar eventuais puzzles. O jogador pode interagir com vários personagens durante a história, para aprender sobre o mundo em que o jogo se passa ou mesmo para progredir no jogo. Há ainda alguns Minijogos dentro do próprio jogo e Cutscenes de fundo preto e temática dark que aparecem no decorrer do enredo.

## Desenvolvimento
O jogo foi desenvolvido e publicado pelo estúdio sueco Killmonday Games, projetado por Natalia Martinsson e com música composta por Isak Martinsson. O enredo do jogo inclui elementos autobiográficos da vida de Natália, com ela descrevendo o processo de criação como terapêutico. Fran Bow foi financiado em parte por uma arrecadação de dinheiro através do Indiegogo, juntando uma quantia de $28,295 em agosto de 2013, tendo sido lançado para plataformas desktop em 2015 e para dispositivos móveis em 2016.

## Recepção
O jogo vendeu 10 mil cópias no seu primeiro mês. Fran Bow recebeu uma classificação de 70/100 através da críticas no site Metacritic, indicando resposta mista. Adam Smith, escrevendo no site Rock, Paper, Shotgun, deu uma crítica favorável ao jogo, descrevendo-o como um que "está ao lado de País das Maravilhas e Oz-imaginativo, estranho, mutável, inteligente e responsável por um raro e belo senso de esperança". No entanto, Smith sentiu que algumas linhas no enredo não estavam satisfatoriamente concluídas. Joel Couture, em um artigo no Gamasutra, usou Fran Bow para discutir os méritos de um fim ambíguo, Figueroa (Natalia) disse que ela preferiu "dar as respostas de uma maneira metafórica", permitindo os jogadores interpretarem esses sinais através de suas próprias experiências de vida.